# Ајвилер
Ајвилер (фр. Eywiller) насеље је и општина у источној Француској у региону Алзас, у департману Доња Рајна која припада префектури Саверн.
По подацима из 2011. године у општини је живело 262 становника, а густина насељености је износила 55,86 становника/km². Општина се простире на површини од 4,69 km². Налази се на средњој надморској висини од 302 метара (максималној 357 m, а минималној 270 m).

## Демографија
| 1962. | 1968. | 1975. | 1982. | 1990. | 1999. | 2011. |
| ----- | ----- | ----- | ----- | ----- | ----- | ----- |
| 330   | 341   | 352   | 311   | 259   | 239   | 262   |

График промене броја становника у току последњих година